# Tae Satoya
Tae Satoya –en japonés, 里谷 多英, Satoya Tae– (Sapporo, 12 de junio de 1976) es una deportista japonesa que compitió en esquí acrobático, especialista en las pruebas de baches.
Participó en cinco Juegos Olímpicos de Invierno, entre los años 1994 y 2010, obteniendo en total dos medallas, oro en Nagano 1998 y bronce en Salt Lake City 2002, ambas en la prueba de baches.

## Medallero internacional
| Juegos Olímpicos | Juegos Olímpicos                | Juegos Olímpicos  | Juegos Olímpicos |
| Año              | Lugar                           | Medalla           | Competición      |
| ---------------- | ------------------------------- | ----------------- | ---------------- |
| 1998             | Nagano (Japón)                  | Medalla de oro    | Baches           |
| 2002             | Salt Lake City (Estados Unidos) | Medalla de bronce | Baches           |